# Leaky Black
Rechon Malik „Leaky” Black (ur. 14 czerwca 1999 w Concordzie) – amerykański koszykarz, występujący na pozycji niskiego skrzydłowego, od 2023 zawodnik Charlotte Hornets oraz zawodnik G-League − Greensboro Swarm.
W 2023 reprezentował Charlotte Hornets podczas rozgrywek ligi letniej NBA w Las Vegas i Sacramento.

## Osiągnięcia
Stan na 12 grudnia 2023, na podstawie, o ile nie zaznaczono inaczej.
NCAA
- Wicemistrz NCAA (2022)
- Uczestnik rozgrywek:
  - Sweet 16 turnieju NCAA (2019, 2022)
  - turnieju NCAA (2019, 2021, 2022)
- Mistrz sezonu regularnego konferencji Atlantic Coast (ACC – 2019)
- Zaliczony do I składu defensywnego ACC (2022, 2023)